# Pimpla fraudator
Pimpla fraudator là một loài tò vò trong họ Ichneumonidae.